# Kościół Świętego Ducha w Łowiczu
Kościół Świętego Ducha w Łowiczu – rzymskokatolicki kościół parafialny w Łowiczu, w województwie łódzkim. Należy do dekanatu Łowicz – Św. Ducha diecezji łowickiej.
Jest to najstarsza do dziś zachowana świątynia w Łowiczu, wzmiankowano jej budowę w 1404 roku jako kościół parafialny dla Nowego Miasta. Budowla gotycka, jednonawowa, z węższym prezbiterium. W 1559 roku dobudowano kaplicę południową cechu szewców. W 1620 roku zbudowano wieżę. W 1778 roku przebudowano fasadę zachodnią. Fasada i wieża w wyższych partiach późnobarokowa. W 1904 nadbudowano wieżę. Wyposażenie wnętrza barokowe i eklektyczne z przełomu XVIII i XIX wieku.